# Etiòpiques
Aethiopica (Αἰθιοπικά, "Etiòpiques", és a dir, "Històries d'Etiòpia") o Teàgenes i Cariclea és un romanç o novel·la en grec antic, escrita per Heliodor d'Èmesa, del qual és l'única obra coneguda.

## Autor
Socrates Scholasticus (segle v) identifica l'autor de les Etiòpiques amb un cert Heliodor, bisbe de Trica. Nicèfor Cal·list (segle xiv) relata que l'obra va ser escrita en els primers anys d'aquest bisbe abans que es convertís en Cristià i que, quan van forçar-lo a rebutjar o a renunciar el seu bisbat, va preferir la dimissió. La majoria dels acadèmics rebutgen aquesta identificació. La informació més exacta sobre Heliodor ve la mateixa Aethiopica. L'autor s'identifica a si mateix: "Aquí finalitza la història de les aventures etiòpiques de Teàgenes i Cariclea escrites per Heliodor, un fenici d'Emesa, fill de Teodosi, i descendent del Sol."

## Redescobriment
Aethiopica va sortir a la llum primer durant l'època del Renaixement en un manuscrit de la biblioteca de Matthias Corvinus, trobat a Buda (avui la part occidental de Budapest) el 1526, i impresa a Basilea el 1534. Altres còdexs han estat descobrets des d'aleshores. Primer va ser traduït al francès pel cèlebre Jacques Amyot el 1547; i a l'anglès el 1569, per Thomas Underdowne, que utilitzava la traducció llatina de 1551 de Stanislaus Warschewiczki per a crear la seva Aethiopian Historie.

## Estil
"Aethiopica" està endeutat amb els treballs d'Homer i Eurípides. El títol es pren del fet que l'acció al començament i al final de la història té lloc a Etiòpia.
L'obra és notable per la seva successió ràpida d'esdeveniments, la varietat dels seus personatges, les seves descripcions vívides de conductes i de paisatge, i el seu estil d'escriptura simple i elegant. Però el que s'ha destacat com a més notable és que la novel·la s'obre al mig de la història ("in medias res"), i l'argument es resol fent que diversos personatges descriguin les seves prèvies aventures en narracions retrospectives o en diàlegs, la qual cosa finalment els lliga junts. Homer utilitzava aquesta tècnica en els seus famosos poemes èpics, l'Odissea i la Ilíada. (I George Lucas l'utilitzava en la seva obra La Guerra de les Galàxies.) Aquest tret fa que l''Aethiopica destaqui de la resta de novel·les en grec antic.

## Introducció a l'argument
Cariclea, la filla del Rei Hidaspes i la Reina Persinna d'Etiòpia, naixia blanca perquè la seva mare mirava fixament en una estàtua de marbre mentre estava embarassada. Tenint por d'acusacions d'adulteri, Persinna deixa la seva filla acabada de néixer a càrrec de Sisimitras, un gimnosofista, que porta la criatura a Egipte i la col·loca a càrrec de Caricles, un sacerdot Piti. Cariclea és portada a la ciutat de Delfos on esdevé sacerdotessa d'Àrtemis. Teagenes, un noble de Tessàlia, va a Delfos i els dos s'enamoren. S'escapa amb Cariclea amb l'ajuda de Calasiris, un egipci que ha estat contractat per Persinna per trobar Cariclea. Es troben molts riscs: pirates, bandits, i altres. Els personatges principals al final es troben a Mèroe al mateix moment quan Cariclea ha de ser sacrificada als déus pel seu propi pare. El seu naixement es fa conegut, i els amants es casen feliçment

## Influències
La novel·la Heliodor era immensament influent i era imitada en les novel·les romanes d'Orient, i per escriptors francesos, italians, i espanyols. L'estructura, esdeveniments, i temes de la novel·la europea d'aventura de la primera part del segle xvii —Mlle de Scudéry, De de Roy de le Marin Gomberville, Persiles y Sigismunda de Miguel de Cervantes, i probablement Oroonoko d'Aphra Behn— estaven directament influïts pel treball d'Heliodor. La seva influència es continuava sentint a la novel·la de segle xviii (especialment en aquells amb l'estructura de tenir un "conte dins d'un conte").

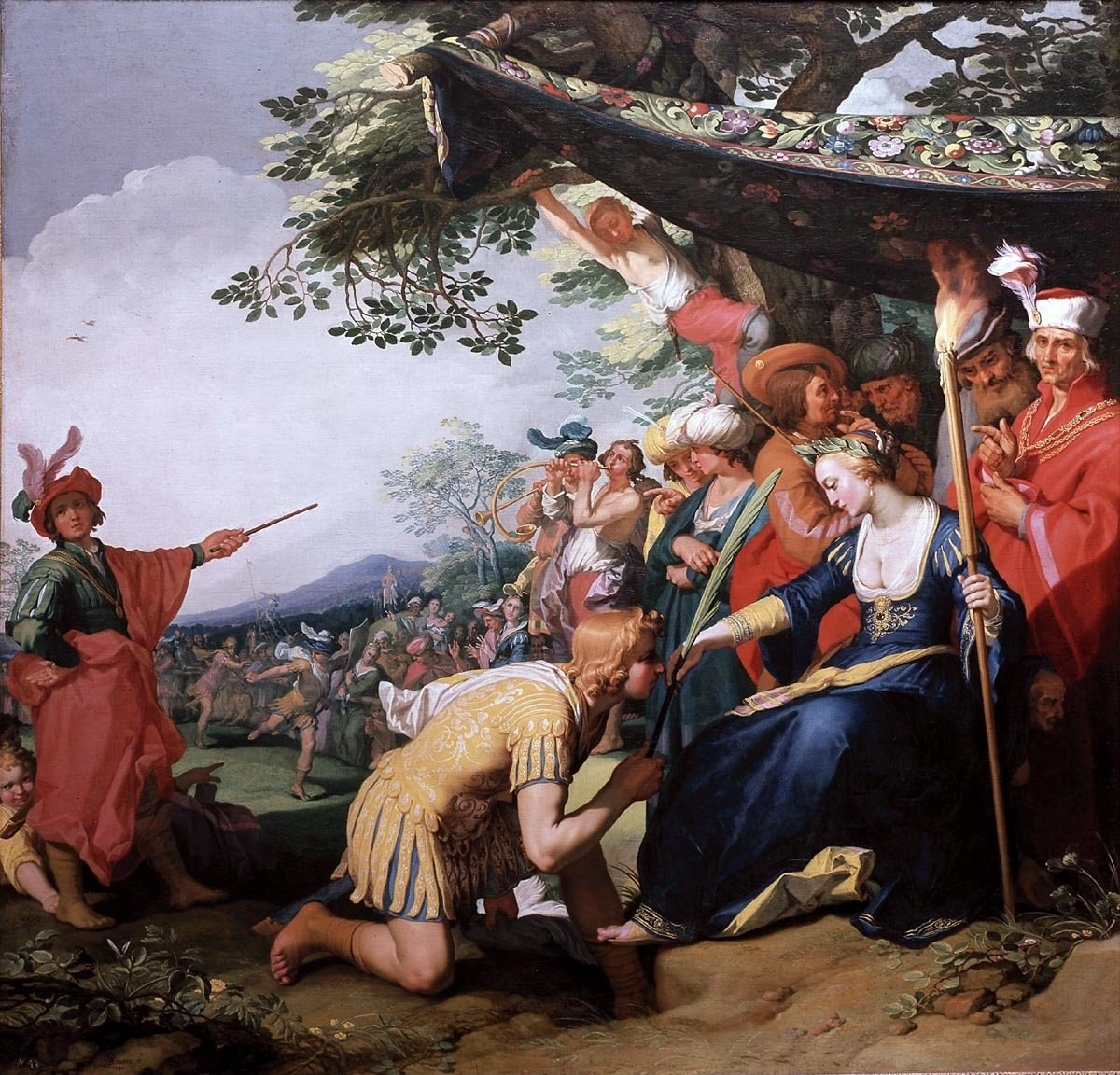
Theagenes rebent la palam d'honor de Chariclea d'Abraham Bloemaert, 1626 (Mauritshuis, 16)

El dramaturg anglès del segle xvi John Gough basà la seva tragicomèdia La Descoberta Estranya (publicat el 1640) en l'Aethiopica.
El dramaturg francès de segle xvii Jean Racine proclamà que la novel·la d'Heliodor era el seu llibre favorit i quan, després que s'hagués reunit amb l'asceta Jansenist retirat a Port-Royal i el llibre se li havia pres repetidament, Racine declara que ha dit que la pèrdua del llibre ja no importava des que ja l'havia memoritzat de principi a fi.
La joventut de Clorinda dins Jerusalem alliberada de Torquato Tasso (canto xii. 21 sqq.) és gairebé idèntic amb el que li esdevingué a Cariclea.